# Jagdstaffel 38

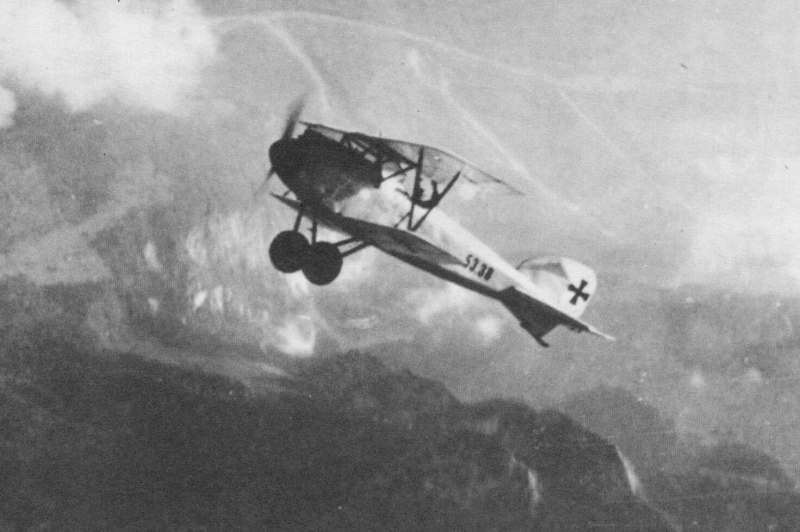
Albatros D.III w locie.

Jagdstaffel 38 – Königlich Preußische Jagdstaffel Nr. 38 – Jasta 38 jednostka lotnictwa niemieckiego Luftstreitkräfte z okresu I wojny światowej.

## Informacje ogólne
Jednostka została utworzona 30 czerwca 1917 w Hudova w Macedonii z personelu „Jasta Vardar”, Fliegerabteilung 30 i Kagohl 1.
Pierwszym dowódcą eskadry został ppor. Rudolf Bohm z Kagohl 1. Pierwsze zwycięstwo odniosła 29 października 1917 roku.
Eskadra walczyła między innymi na samolotach Albatros D.III i Halberstadt D.II.
Jasta 38 w całym okresie wojny odniosła ponad 17 zwycięstw nad samolotami nieprzyjaciela. W okresie od czerwca 1917 do listopada 1918 roku jej straty wynosiły 4 zabity w walce, 1 pilot w wypadku oraz 1 ranny.
Łącznie przez jej personel przeszło 2 asów myśliwskich:
Otto Splitgerber (3), Fritz Thiede (3).

## Dowódcy Eskadry
| Stopień   | Nazwisko       | Okres                   |
| --------- | -------------- | ----------------------- |
| Porucznik | Rudolf Bohm    | 30.06.1917 – 6.11.1917  |
| Porucznik | Kurt Grasshoff | 6.11.1917 – 12.06.1918  |
| Porucznik | Fritz Thiede   | 12.06.1918 – 11.11.1918 |

## Ciekawostki
W Jasta 38 był używany zdobyty z francuskiej jednostki Escadrille N 31 (SPA31) SPAD VII. Samolot należał do Jeana Mistarlet, który został zestrzelony 7 kwietnia 1917 roku i dostał się do niewolo niemieckiej.